# Edmond Lorieux
Pour les autres membres de la famille, voir Famille Lorieux.
Edmond Marie Lorieux, né le 22 avril 1832 à Nantes, mort le 16 janvier 1909 à Paris, est un ingénieur français, inspecteur général des mines, secrétaire du Conseil général des mines de 1879 à 1888, président de la Commission de la Statistique de l'Industrie minérale et des Appareils à Vapeur.

## Biographie
Il est le fils de Théodore Lorieux et le frère de Théodore-Marie Lorieux. Gendre du banquier angevin Désiré Richou, il est le père d'Edmond-Théodore Lorieux et le beau-père de Henri Becquerel.
Au Croisic, il séjourna à de nombreuses reprises au manoir de Pen Castel, qui fut la propriété de la famille Lorieux.

### Carrière
Second prix de physique supérieure au lycée Saint-Louis en 1850, sorti diplômé de l'École polytechnique et de l'École nationale supérieure des mines de Paris, Edmond Lorieux devient ingénieur du corps des mines. Durant vingt-deux années, il exerce à Nantes, chargé du service ordinaire des mines et du contrôle des chemins de fer.
Il est secrétaire du Conseil général des mines de 1879 à 1888.
Il passe inspecteur général des mines en 1886 et est chargé de la division minéralogique du Nord-Ouest. 
Il devient président de la Commission de la statistique de l'industrie minérale et des appareils à vapeur en 1887, membre du Comité technique de l'exploitation des chemins de fer, de la Commission centrale des machines à vapeur, de la Commission du grisou et du Conseil de perfectionnement de l'École nationale supérieure des mines.

## Ouvrages
- Rapport sur l’application de la tôle d’acier fondu à la construction des chaudières à vapeur (avec Charles Combes, 1861)
- Notice sur les ressources minéralurgiques et salicoles de la Loire-Inférieure (1875)
- Notice nécrologique de M. Guillebot de Nerville, vice-président du conseil général des mines... (1884)

## Sources
- Edmond Marie LORIEUX (1832-1909) - Les Annales des Mines
- M. Aiguillon, Edmond Lorieux, inspecteur général des mines (1909)
- Annales des mines, ou recueil de mémoires sur l'exploitation des mines et sur les sciences et les arts qui s'y rattachent (1909)
- Christophe Charle, Les élites de la République (2006)
- T. Lamathière, Panthéon de la Légion d'honneur. 20 , 1875-1911
- Olivier Appert, Les ingénieurs des Mines : cultures, pouvoirs, pratiques, Institut de la gestion publique et du développement économique, 2013
- Christophe Charle, Les élites de la République, Fayard, 2006